# Ernst Dietrich Marschall von Burgholzhausen
Ernst Dietrich hrabě Marschall von Burgholzhausen (31. října 1692 Burgholzhausen – 31. srpna 1771 Altenburg) byl německý šlechtic a vojevůdce 18. století. Od mládí sloužil v císařské armádě a během dynastických válek první poloviny 18. století bojoval v Nizozemí, Itálii, Německu a Čechách. V řadě bitev se vyznamenal statečností, několikrát byl zraněn a postupoval v hodnostech. V letech 1755–1766 zastával funkci guvernéra v Lucembursku. Za sedmileté války vynikl obranou olomoucké pevnosti proti pruské armádě. V roce 1758 byl povýšen do hodnosti polního maršála a obdržel velkokříž prestižního Řádu Marie Terezie. V roce 1760 získal titul říšského hraběte.

## Životopis
Pocházel ze starého šlechtického rodu z Durynska, narodil se na rodovém sídle v Burgnolzhausenu jako mladší syn barona Georga Caspara Marschalla (1653–1692) a jeho manželky Elisabeth, rozené baronky von Werthern-Beichlingen (1662–1739).
Jako praporčík vstoupil roce 1709 do armády saského kurfiřta Augusta II. a za války o španělské dědictví bojoval pod velením vévody z Marlborough v Nizozemí. Již v osmnácti letech byl poručíkem (1710) a na konci války dosáhl hodnosti nadporučíka. V roce 1717 vstoupil do císařských služeb a v armádě Evžena Savojského se zúčastnil obléhání Bělehradu. Ve válce čtverné aliance byl zraněn v Itálii, dosáhl hodnosti hejtmana (1719) a další roky strávil na Sicílii. V roce 1732 byl povýšen na podplukovníka a v Itálii znovu bojoval během války o polské dědictví (1733–1735). Po dalším zranění byl v roce 1735 povýšen na plukovníka a stal se velitelem pěšího pluku č. 35. V letech 1737–1739 bojoval proti Turkům a v roce 1739 dosáhl hodnosti generálmajora, respektive generálního polního strážmistra.
Za války o rakouské dědictví bojoval nejprve v Čechách a byl vážně zraněn v bitvě u Chotusic, později s maršálem Hohenembsem operoval v Bavorsku. V roce 1744 obsadil Tábor a zajal pruskou posádku, pak bojoval ve Slezsku a v bitvě u Žďáru (1745) utrpěl vážné zranění hlavy. V roce 1745 byl povýšen na polního podmaršála a na žádost nizozemských generálních stavů byl vyslán do Maastrichtu, kde byl pověřen obranou pevnosti proti Francouzům. Obléhatelům odolával několik týdnů, po uzavření příměří nakonec francouzský vrchní velitel Mořic Saský obléhání ukončil. Marschall poté několik dalších let strávil na svých statcích v Německu, kde žil rodinným životem a zotavoval se ze starších zranění.
V roce 1754 byl povýšen do hodnosti polního zbrojmistra a v letech 1755–1766 zastával funkci guvernéra v Lucembursku. Na začátku sedmileté války své pravomoce lucemburského místodržitele předal zástupci a byl povolán do Čech k armádě maršála Dauna. Bojoval v bitvě u Kolína (1757) a v roce 1758 byl jmenován velitelem pevnosti Olomouc, kde měl k dispozici 7 500 mužů. Ve spolupráci s generálem Laudonem se vyznamenal obranou Olomouce proti Prusům a ještě v roce 1758 byl jmenován do hodnosti polního maršála. Následně byl pověřen střežením hranice Čech a Lužice a se svými jednotkami ze zázemí kryl postup generála Hadika, který proslul odvážným dobytím Berlína. Později bojoval v Německu a po válce se vrátil do úřadu guvernéra v Lucembursku (1763). V roce 1766 odešel do výslužby a dožil v soukromí na svých statcích. V roce 1768 utrpěl záchvat mrtvice a zemřel v roce 1771 na svém sídle v Altenburgu. Pohřben je v katedrále v Naumburgu, kde je dodnes k vidění jeho honosný náhrobek.
Za zásluhy o uhájení olomoucké pevnosti získal velkokříž Řádu Marie Terezie (1758) a v roce 1760 byl povýšen do stavu říšských hrabat. Již od roku 1742 byl čestným majitelem pěšího pluku č. 18 a v roce 1752 obdržel titul císařského tajného rady s nárokem na oslovení Excelence.
V roce 1746 se oženil se Sophií von Schönberg (1720–1779, dcerou saského a polského královského komořího Gotthelfa Friedricha Schönberga. Z manželství se narodili tři synové, z nichž jeden zemřel v dětství. Syn Friedrich Ludwig (1748–1832) byl důstojníkem císařské armády, nejmladší August Dietrich (1750–1824) proslul jako svobodný zednář. Oba měli další potomstvo.
Přestože strávil půl století ve službách Habsburků a byl několikrát vyzván k přestupu na katolickou víru, striktně setrvával u evangelického vyznání svých předků. V armádě proslul jako energický a statečný velitel, u vojáků měl značnou oblibu a jeho schopnosti nezřídka oceňovali i protivníci. S ohledem na jeho působení na Moravě za sedmileté války je jeden jeho portrét uložen ve sbírkách olomouckého Muzea umění.